# Tolna niveipicta
Tolna niveipicta är en fjärilsart som beskrevs av Embrik Strand 1915. Tolna niveipicta ingår i släktet Tolna och familjen nattflyn. Inga underarter finns listade i Catalogue of Life.

## Bildgalleri

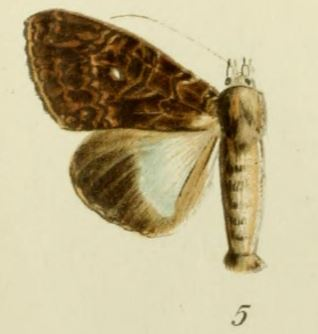